# Calamagrostis arenaria
L'ammofila litorale (Calamagrostis arenaria (L.) Roth, 1788) è una pianta erbacea della famiglia delle Poaceae, diffusa nel bacino del Mediterraneo e sulle coste atlantiche dell'Europa.

## Descrizione

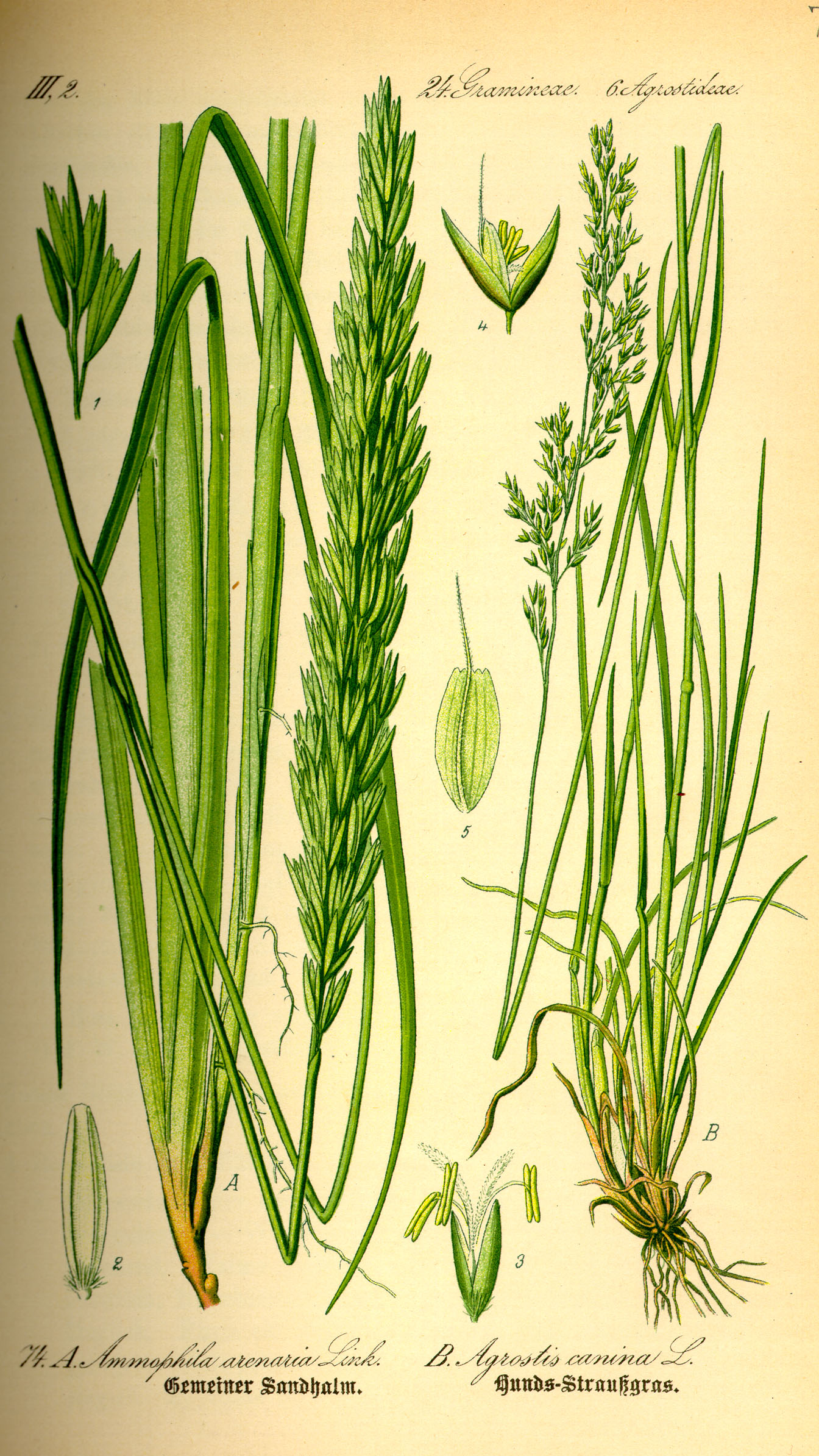
Tavola botanica del XIX secolo

È una pianta erbacea perenne, di colore verde glauco, con lunghi rizomi striscianti, e culmi robusti, eretti, la cui altezza varia da 50 a 120 cm, formanti densi cespugli che ricoprono le dune fino ad una decina di m² e più.
Le foglie di colore grigio-verde, rigide, lineari e sottili, con una struttura cilindrica a doccia ed un apice pungente, raggiungono anche i 90 cm. Nel punto d'attacco al fusto si nota una ligula lunga 12-25 mm, acuminata e bifida, membranosa.
L'infiorescenza è formata densa pannocchia spiciforme di 1-2 x 20-35 cm, cilindrica, prima verde glauca, successivamente di color giallo-paglierino, a sua volta costituita da spighette lunghe 12-15 mm ciascuna con un fiore.
Fiorisce da maggio ad agosto ed i frutti vengono dispersi in settembre e germogliano nella primavera seguente.
Il frutto è una cariosside.
Numero cromosomico: 2n=28

## Ecologia

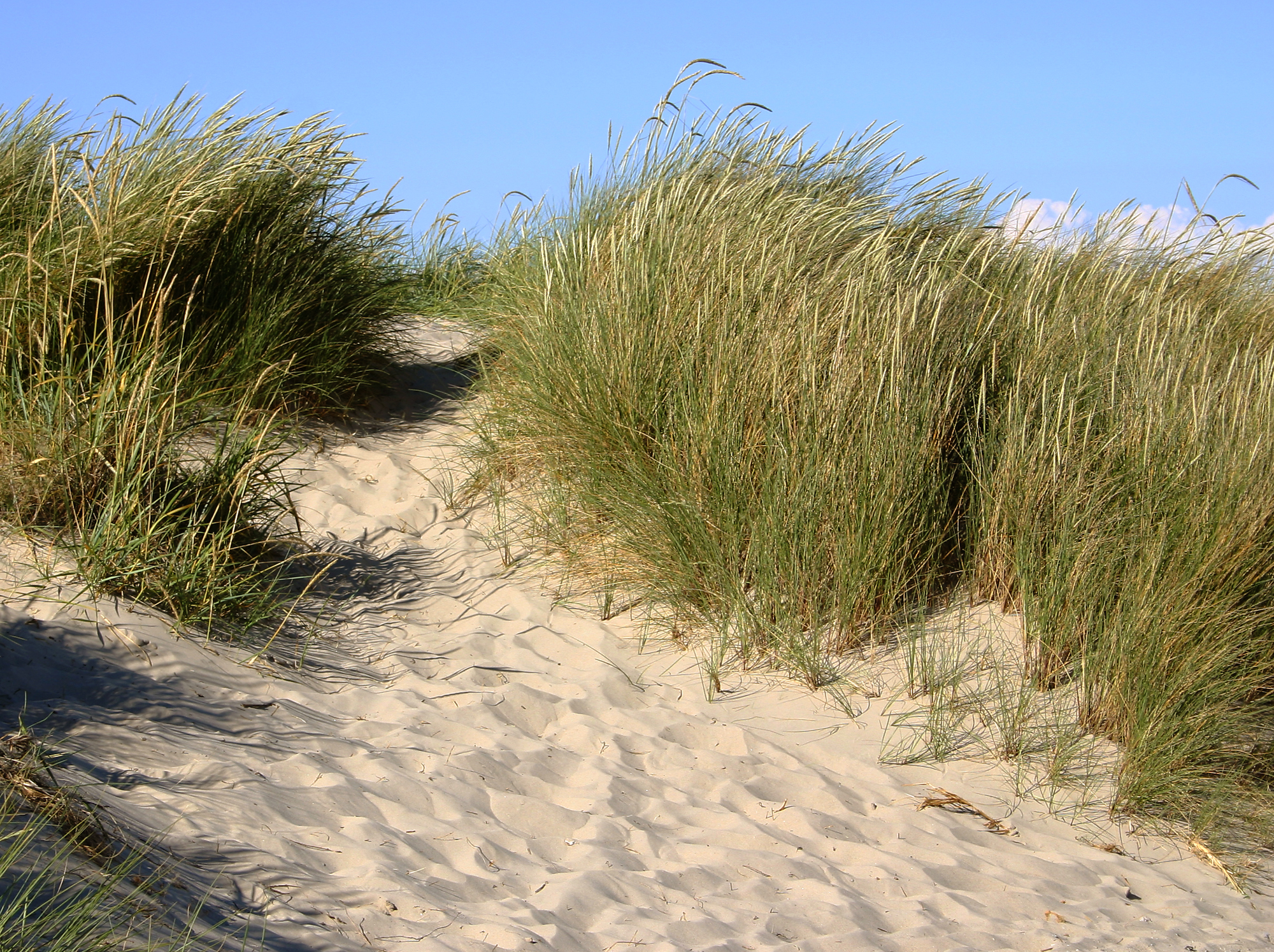

L'ammofila si insedia quando la duna embrionale raggiunge una certa consistenza e dà origine alla duna vera e propria, giocando un ruolo importante nel processo di formazione. L'ammofila, crescendo in altezza ed emergendo con i suoi germogli dai depositi di sabbia, permette alla duna di elevarsi in altezza e contemporaneamente la consolida al suo interno con un fitto apparato radicale. La duna cresce finché l'azione di deposito del vento non viene compensata da quella di erosione, stabilendo un equilibrio tra la crescita della pianta e la deposizione della sabbia.
La presenza della pianta, essendo fittamente cespugliosa, porta ad una diminuzione della velocità del vento e conseguentemente ad una deposizione dei granelli di sabbia che, a sua volta, favorisce la crescita dell'ammofila ed il successivo accumulo di sabbia. Tutto questo innesca un processo virtuoso che, in condizioni non disturbate ormai rare, le dune nei nostri litorali possono raggiungere altezze intorno ai 6–7 m e, disponendosi parallelamente alla costa, diminuiscono l'azione dei venti, degli agenti marini e permettono di ospitare altre specie vegetali più complesse.
La lunghezza dello spazio tra un nodo ed il successivo sui rizomi verticali varia in base alla quantità di sabbia accumulata ed indica l'accrescimento stagionale della sabbia.

## Distribuzione e habitat
L'areale di questa specie si estende dalle isole Canarie alle coste atlantiche dell'Europa e del Bacino del Mediterraneo.
Cresce su suoli ben drenati, che hanno anche diversa composizione minerale, tollera un pH del suolo che va da 4,5 a 9 ed una temperatura da 10° a 40°.